# Trasaghis
Trasaghis (friuli nyelven Trasagas) település Olaszországban, Friuli-Venezia Giulia régióban, Udine megyében. Lakosainak száma 2084 fő (2023. január 1.). Trasaghis Bordano, Gemona del Friuli, Osoppo, Vito d’Asio, Cavazzo Carnico és Forgaria nel Friuli községekkel határos.

## Népesség
A település népességének változása:
| Lakosok száma | 2232 | 2222 | 2084 |
|               | 2017 | 2018 | 2023 |